# Schuljahr
Als Schuljahr wird die Zeitspanne bezeichnet, die ein Schüler benötigt, um von einer Klasse zur nächsten zu gelangen.
Für Schüler endet der Unterricht mit dem Beginn der großen Ferien, nicht jedoch für die Lehrkräfte und Angestellten, die auch in der unterrichtsfreien Zeit teilweise Anwesenheitspflicht haben (in Österreich aber nur nach neuem Dienstrecht). Während des Schuljahres gibt es Schulferien. Die Sommerferien sind, anders als immer wieder vermutet, Teil des Schuljahres. Erst nach Ferienende beginnt ein neues Schuljahr.

## Deutschland
Im Kaiserreich und in der Weimarer Republik waren Beginn und Ende des Schuljahres nicht einheitlich geregelt. Das Schuljahr begann teils wie in vielen anderen europäischen Ländern nach den Sommerferien, teils aber auch im Frühjahr (Ostern). 
1920 wurde der Schuljahresbeginn in Bayern vom Sommer auf Ostern verlegt.
1941 wurde der Schuljahresbeginn im ganzen Deutschen Reich auf September festgelegt. Das wurde nach dem Zweiten Weltkrieg von der Besatzungsmacht in der Britischen Zone rückgängig gemacht und, außer in Bayern (Amerikanische Besatzungszone), auch in allen übrigen Ländern der westlichen Besatzungszonen, wie es ihre Kultusminister im August 1948 dann auch fast einstimmig beschlossen. In Hessen zum Beispiel wurde das Schuljahr 1947/1948 um ein Halbjahr verlängert, so dass es Ostern 1949 endete. Auch im Saarland wurde der Schulbeginn nach der Eingliederung in die Bundesrepublik (1. Januar 1957) vom Herbst auf den Frühling verlegt. Das Düsseldorfer Abkommen (1955) der Kultusministerkonferenz hatte das ohne Erfolg auch Bayern empfohlen.
In der sowjetischen Besatzungszone und der DDR wurde der Schulbeginn am 1. September beibehalten.
Mit dem Hamburger Abkommen vom 28. Oktober 1964 beschloss die Kultusministerkonferenz, sich Bayern und den europäischen Nachbarländern anzupassen und das Schuljahr am 1. August beginnen zu lassen. 
Zur Umstellung wurden vom 1. April 1966 bis 31. Juli 1967 zwei Kurzschuljahre oder ein Langschuljahr von insgesamt sechzehn Monaten durchgeführt.
Wie zuvor wird das Schuljahr auch weiterhin meist in zwei Halbjahre geteilt, von denen das erste in der Regel mit einem Halbjahreszeugnis am 31. Januar endet, das zweite vor den Sommerferien mit einem Jahreszeugnis und der Mitteilung über die Versetzung. Aufgrund des föderalen Systems sind die Ferien in den einzelnen Bundesländern unterschiedlich geregelt. Bei sechswöchigen Ferien innerhalb des im Hamburger Abkommen vorgesehenen Rahmens fällt der Beginn des Schuljahres jedoch immer in die Sommerferien.
Im Schulgesetz für das Land Nordrhein-Westfalen heißt es in § 7 (Schuljahr, Unterrichtszeit): Das Schuljahr beginnt am 1. August und endet am 31. Juli des folgenden Jahres. Das Ministerium kann zulassen, dass in einzelnen Schulstufen oder Schulformen das Schuljahr in Semester (Schulhalbjahre) oder andere Zeitabschnitte gegliedert wird, und deren Beginn und Ende festlegen. Im Schulgesetz von Hessen § 57 heißt es: Das Schuljahr beginnt am 1. August und endet am 31. Juli des folgenden Kalenderjahres, und ebenso in § 53 des Schulgesetzes von Berlin. Die übrigen deutschen Bundesländer haben entsprechende Regelungen.

## Österreich
In Österreich gilt das Bundesgesetz über die Unterrichtszeit an den im Schulorganisationsgesetz geregelten Schularten, auch einfach Schulzeitgesetz in der Fassung von 1985 genannt. Dort heißt es:
- § 2. (1) Das Schuljahr beginnt in den Bundesländern Burgenland, Niederösterreich und Wien am ersten Montag, in den Bundesländern Kärnten, Oberösterreich, Salzburg, Steiermark, Tirol und Vorarlberg am zweiten Montag im September und dauert bis zum Beginn des nächsten Schuljahres.
  - (2) Das Schuljahr besteht aus dem Unterrichtsjahr und den Hauptferien.

## Schweiz
In der Schweiz wird das Schuljahr in sogenannte Quintale unterteilt:
- 1. Quintal: Sommerferien bis Herbstferien
- 2. Quintal: Herbstferien bis Weihnachten/Neujahr
- 3. Quintal: Neujahr bis Sportferien
- 4. Quintal: Sportferien bis Frühlingsferien
- 5. Quintal: Frühlingsferien bis Sommerferien

## Frankreich
Das Schuljahr in Frankreich dauert vom ersten Schultag (Rentrée) bis zum Tag vor dem ersten Schultag des darauffolgenden Schuljahres und wird gesetzlich per Dekret festgelegt. Es umfasst 36 Schulwochen. Der erste Schultag fällt üblicherweise auf einen Wochenanfang im September, der letzte Schultag fällt mit dem ersten Juliwochenende oder dem letzten Juniwochenende zusammen. Die Zeit der Sommerferien, zwischen letztem Schultag und dem ersten Schultag des Folgejahres, ist für mündliche Abiturprüfungen (Baccalauréat, Anfang Juli) und für Nachprüfungen allgemein (Rattrapage, Ende August / Anfang September) vorgesehen. Die Schuljahre werden in drei Zeiträume eingeteilt, die ungefähr drei Monate umfassen (Trimester): Sommer – Weihnachten, Weihnachten – Ostern, Ostern – Sommer, in der Primarstufe auch in fünf Arbeitsperioden, die jeweils durch Schulferien (Sommer, Allerheiligen, Weihnachten/Neujahr, Winter, Ostern/Frühling) getrennt sind.

## Russland
In Russland beginnt das Schuljahr traditionell am 1. September, dem sogenannten Wissenstag.

## Schulbesuchsjahr
Die Dauer des Schulbesuchs eines Schülers wird ebenfalls in Schuljahren gemessen. Bei einem Schüler, der beispielsweise sechs Jahre nach der Einschulung erst die vierte Klasse abschließt, sollte man zur Vermeidung von Missverständnissen allerdings besser von sechs Schulbesuchsjahren sprechen.